# Predrag Danilović
Predrag Danilović (cyr. Предраг Даниловић; ur. 26 lutego 1970 w Sarajewie) – serbski koszykarz i olimpijczyk, przewodniczący Związku Koszykówki Serbii.

## Osiągnięcia

### Drużynowe
- Mistrz:
  - Włoch (1993, 1994, 1995, 1998)
  - Jugosławii (1992)
- Wicemistrz:
  - Jugosławii (1989, 1991)
  - turnieju McDonalda (1993)
- Zdobywca pucharu:
  - Jugosławii (1989, 1992)
  - Włoch (1999)
- Finalista:
  - pucharu Włoch (1993, 2000)
  - superpucharu Włoch (1997–1999)

### Indywidualne
- Laureat nagrody Zawodnik Roku Mr Europa (1998)[1]
- MVP:
  - ligi włoskiej (1998)
  - Euroligi (1992)
- Wybrany do:
  - grona 50 najwybitniejszych osobowości Euroligi (2008)[2]
  - I składu turnieju McDonalda (1993)
- 2-krotny uczestnik Euro All-Star Game (1997, 1998)
- Lider strzelców finałów:
  - Euroligi (1992)
  - finałów Pucharu Saporty (2000)

### Reprezentacja
- Mistrz:
  - Europy (1989, 1991, 1995, 1997)
  - Europy U–18 (1988)
- Wicemistrz olimpijski (1996)
- Brązowy medalista mistrzostw europy (1999)

## Statystyki

### Reprezentacja
Mistrzostwa Europy w 1989 roku
- Danilović, mając 19 lat, zdobył z Jugosławią złoty medal, przeciętnie rzucając 8,2 pkt. na mecz.

1. w meczu z Grecją: 16 pkt.,
2. Bułgaria: 8 pkt.,
3. Francja: 6 pkt.,
4. półfinał - Włochy: 7 pkt.,
5. finał - Grecja: 4 pkt.

Mistrzostwa Europy w 1991 roku
- Danilović na tych mistrzostwach rzucał przeciętnie 4,5 pkt. na mecz.

1. w meczu z Hiszpanią: 0 pkt.,
2. Polska: 2 pkt.,
3. Bułgaria: 0 pkt.,
4. półfinał - Francja: 2 pkt.,
5. finał - Włochy: 9 pkt.

Mistrzostwa Europy w 1995 roku
- Danilović zdobył na tych mistrzostwach złoty medal.

| Meczów | Czas | za 2  | % za 2 | za 3  | % za 3 | za 1  | % za 1 | Of. zbióki | Def. zbiórki | Zb. suma | Asysty | Straty | Faule | Przech. | Bloki | Pkt. |
| 9      | 28,4 | 39/61 | 63,9   | 13/35 | 37,1   | 40/52 | 76,9   | 0,8        | 1,0          | 1,8      | 1,6    | 1,8    | 1,9   | 0,7     | 0,0   | 17,4 |

Mistrzostwa Europy w 1997 roku
- Danilović zdobył na tych mistrzostwach złoty medal.

| Meczów | Czas | za 2  | % za 2 | za 3  | % za 3 | za 1  | % za 1 | Of. zbiórki | Def. zbiórki | Zb. suma | Asysty | Straty | Faule | Przech. | Bloki | Pkt. |
| 6      | 26,5 | 20/41 | 48,8   | 10/33 | 30,3   | 20/26 | 76,9   | 0,5         | 2,3          | 2,8      | 1,2    | 1,8    | 2,2   | 1,5     | 0,0   | 15,0 |

Mistrzostwa Europy w 1999 roku
- Danilović rzucał na tych mistrzostwach zdobył brązowy medal.

| Meczów | Czas | za 2  | % za 2 | za 3 | % za 3 | za 1  | % za 1 | Of. zbiórki | Def. zbiórki | Zb. suma | Asysty | Straty | Faule | Przech. | Bloki | Pkt. |
| 9      | 30,0 | 37/56 | 66,1   | 6/20 | 30,0   | 20/23 | 87,0   | 0,7         | 2,0          | 2,7      | 2,2    | 1,6    | 2,2   | 0,7     | 0,0   | 12,4 |

Igrzyska olimpijskie w Atlancie w 1996 roku
- Danilović miał wówczas 26 lat i na IO rzucał przeciętnie 16,8 pkt., zbierał 2,6 piłek i miał 2,9 asyst na mecz. Z Jugosławią zdobył wtedy brązowy medal.

Igrzyska olimpijskie w Sydney w 2000 roku
- Danilović miał wówczas 30 lat i na IO rzucał przeciętnie 12,8 pkt., zbierał 2,8 piłek i miał 1,6 asyst na mecz. Z Jugosławią zajął wtedy 6. miejsce.

### Klub
Euroliga w 1992 roku
- Danilović wygrał Euroligę z Partizanem Belgrad po wygranej w finale z Pinturas Bruguer Badalona 71:70. Serb w finale zdobył 25 pkt.

| Meczów | Czas | za 2    | % za 2 | za 3  | % za 3 | za 1  | % za 1 | Of. zbiórki | Def. zbiórki | Zb. suma | Asysty | Straty | Faule | Przech. | Bloki | Pkt. |
| 19     | 29:8 | 105/179 | 58,7   | 31/66 | 47,0   | 65/87 | 74,7   | 1,6         | 2,9          | 4,5      | 1,6    | 2,5    | 3,0   | 2,2     | 0,0   | 19,4 |

Euroliga w 1993 roku
- Danilović odpadł w Eurolidze w ćwierćfinale, kiedy jego Virtus Bolonia uległ w dwumeczu Realowi Madryt (grał tam m.in. Arvydas Sabonis) 0:2.

| Meczów | Czas | za 2   | % za 2 | za 3  | % za 3 | za 1  | % za 1 | Of. zbiórki | Def. zbiórki | Zb. suma | Asysty | Straty | Faule | Przech. | Bloki | Pkt. |
| 15     | 33:8 | 87/142 | 61,3   | 15/44 | 34,1   | 62/83 | 74,7   | 1,1         | 2,5          | 3,6      | 1,1    | 2,6    | 2,9   | 1,7     | 0,0   | 18,7 |

Euroliga w 1994 roku
- Danilović odpadł w Eurolidze w ćwierćfinale, kiedy jego Virtus Bolonia uległ Olympiakosowi Pireus 1:2.

| Meczów | Czas | za 2   | % za 2 | za 3  | % za 3 | za 1  | % za 1 | Of. zbiórki | Def. zbiórki | Zb. suma | Asysty | Straty | Faule | Przech. | Bloki | Pkt. |
| 14     | 33:0 | 77/137 | 56,2   | 17/52 | 32,7   | 75/89 | 84,3   | 0,8         | 2,4          | 3,2      | 1,6    | 2,3    | 2,2   | 1,4     | 0,0   | 20,0 |

Euroliga w 1995 roku
- Danilović odpadł w Eurolidze w ćwierćfinale, kiedy jego Virtus Bolonia uległ Panathinaikosowi Ateny (grali tam m.in. Frangiskos Alwertis, Panajotis Janakis i Nikola Ekonomou) 1:2.

| Meczów | Czas | za 2    | % za 2 | za 3  | % za 3 | za 1   | % za 1 | Of. zbiórki | Def. zbiórki | Zb. suma | Asysty | Straty | Faule | Przech. | Bloki | Pkt. |
| 17     | 33:8 | 107/178 | 60,1   | 22/63 | 34,9   | 96/119 | 80,7   | 1,1         | 1,7          | 2,8      | 1,6    | 2,0    | 2,4   | 1,9     | 0,0   | 22,1 |

Euroliga w 1998 roku
- Danilović wygrał Euroligę z Kinderem Bolonia po wygranej w finale z AEK Ateny 58:44. Serb w finale zdobył 13 pkt.

| Meczów | Czas | za 2    | % za 2 | za 3   | % za 3 | za 1  | % za 1 | Of. zbiórki | Def. zbiórki | Zb. suma | Asysty | Straty | Faule | Przech. | Bloki | Pkt. |
| 21     | 36,9 | 102/183 | 55,7   | 31/102 | 30,4   | 71/95 | 74,7   | 1,2         | 2,6          | 3,8      | 3,2    | 2,8    | 2,6   | 1,2     | 0,0   | 17,5 |

Euroliga w 1999 roku
- Danilović przegrał w finale Euroligi, kiedy jego Virtus Bolonia uległ Żalgiris Kowno (grali tam m.in. Gintaras Einikis, Dainius Adomaitis, Tomas Masiulis i Darius Maskoliunas oraz Tyus Edney – znani z występów w polskiej lidze) 74:82. Serb w finale zdobył 7 pkt.

| Meczów | Czas | za 2   | % za 2 | za 3  | % za 3 | za 1  | % za 1 | Of. zbiórki | Def. zbiórki | Zb. suma | Asysty | Straty | Faule | Przech. | Bloki | Pkt. |
| 14     | 35:2 | 71/122 | 58,2   | 15/50 | 30,0   | 49/58 | 84,5   | 0,4         | 1,2          | 1,6      | 1,9    | 2,6    | 2,0   | 1,2     | 0,0   | 16,9 |

Puchar Saporty w 2000 roku
- Danilović przegrał w finale Pucharu Saporty, kiedy jego Virtus Bolonia uległ AEK Ateny (grali tam m.in. Martin Müürsepp, Ike Tsakalidis czy Michalis Kakiouzis) 76:83. Serb w finale zdobył 18 pkt.

| Meczów | Czas | za 2  | % za 2 | za 3  | % za 3 | za 1  | % za 1 | Of. zbiórki | Def. zbiórki | Zb. suma | Asysty | Straty | Faule | Przech. | Bloki | Pkt. |
| 13     | 30:5 | 60/86 | 69,8   | 14/36 | 38,9   | 37/48 | 77,1   | 0,7         | 3,1          | 3,8      | 3,1    | 3,0    | 2,3   | 2,1     | 0,1   | 15,3 |